# 큐슈여객철도 303계 전동차
큐슈여객철도 303계 전동차(일본어: JR九州303系電車)는 1999년에 등장한 큐슈여객철도(JR큐슈)의 직류 통근형 전동차이다.

## 개요
지쿠히 선의 시모야마토 - 지쿠젠마에바루 간의 복선 (철도)화가 완성되고, 2000년 1월 22일에 다이어 개정이 실시되어 열차가 증편되면서 그 전까지 운용하고 있던 103계 1500번대만으로는 부족해져 신규 제조되었다.
지쿠히 선·가라쓰(가라츠) 선의 전철화 구간은 JR큐슈의 노선에서는 유일무이하게 직류 전동차를 사용하는 직류 전철화 구간이다. 그 때문에 본 계열도 JR큐슈가 제조한 유일한 직류 전용 전동차가 되었다.
후쿠오카 시 교통국 공항선까지 직결 운행하기 위해 일본 운수성령 보통 철도 구조 규칙에 근거한 지하철 등에서의 여객차로 설계되었으며, 터널 내 비상 탈출을 위해 전면 통로가 설치되어 있다. 기존 103계 1500번대는 지하철 구간에서도 차장이 승차하고 있었지만, 본 계열은 ATO를 탑재하여 지하철 구간에서의 1인 승무가 가능해졌다.
복선화 개업 시 제조된 것은 6량 2대 편성(편성 번호：K01·K02)이다. 이후에 2002년 9월 20일의 다이어 개정에 따라 운용 증가분의 보충으로서 약간의 설계 변경이 가해진 6량 1대 편성(편성 번호：K03)이 추가 배정되었다. 2011년 현재, 6량 3대 편성(합계 18량)이 가라쓰 운수 센터에 재적되어 있다. 차량의 제작사는 '긴키차량'이다.

## 구조
기본적인 구조면에서는 같은 시기에 제조된 815계를 따르는 부분이 많다.

### 차체
차체는 전두부를 탄소강으로 제조한 경량 스테인레스 차체이며, 후쿠오카 시 교통국의 차량이나 103계 1500번대에 맞춘 측면 4도어의 20m 차체이다. 전면은 후쿠오카 시 교통국의 차량과 똑같이 비상용 관통문을 정면에서 보았을 때 왼쪽으로 치우친 디자인을 채택하고 있었기 때문에 103계 1500번대에 비해 시각적 요소를 향상시켰다고 할 수 있다. 또한, 전면 및 측면의 행선 표시기는 LED식이 적용되었으며, 측면창은 자외선 차단 유리로 고정되어 있다.
도장은 스테인레스 부분을 도색하지 않았으며, 출입문과 전두부는 JR큐슈의 회사 이미지인 빨간색으로 도색되었다. 전면은 흑색이다.

### 대차·기기
대차는 경량 볼스터리스 대차인 DT405K(전동차)와 TR405K(제어차)를 채용하고 있다.
전동차는 모하 303형과 모하 302형의 2량 1유닛으로 하여 모하 302형은 정지형 인버터(SIV)와 공기압축기(CP)를 탑재하고 있다. K01·K02편성은 히타치 제작소에서 제작된 VVVF-IGBT 인버터 제어장치를 탑재하고 있는데 비해, K03편성은 도요전기제조가 제작한 VVVF-IGBT 인버터 장치를 탑재하고 있다. 이 때문에 두 전동차 간에 소리의 차이를 알 수 있다. 팬터그래프는 싱글암식이며, 강체 가선 구간에서의 이선대책으로 1량에 2기 탑재되고 있다. 기동 가속도는 3.2km/h/s이다(K03편성만 3.5km/h/s).
전철화 개업 당시부터 열차 편수가 증가하고 있었기 때문에 본계열은 103계와 달리 회생 제동이 탑재되었지만, 열차 편수가 적은 지쿠젠마에바루 서쪽 방향 운용도 고려하여 회생 실효에 대비한 발전제동도 병설하였다.

### 운전 장치
주간제어기는 815계와 유사한 원핸들식이다.
보안 장치는 JR큐슈에서 사용하는 ATS-SK와 함께 후쿠오카 지하철의 보안 장치인 ATC를 탑재하였으며, 더 나아가 1인 승무 실시를 위한 기기로 ATO와 자동 방송 장치를 탑재하고 있다. 하지만 지쿠젠마에바루역 서쪽 방향의 1인 승무 운행은 불가능하다.

### 차내 설비
좌석은 모두 롱시트이며 방석과 등받이를 일인분씩 분리하여 설치하고 있다. 차량 끝 부분에는 휠체어 공간이 마련되어 있으며 각 출입문 상부에는 LED식 안내 표시기가 설치되어 있다. 안내 표시기는 K01·K02편성에서는 813계·815계 등과 같은 JR큐슈 일반차 표준 사양이었지만 K03편성에서는 노선도 유형이었다. K03편성의 것은 후쿠오카 시 교통국 2000계와 동일한 사양으로 변경되었으나 지쿠히 선내에서도 정상의 안내가 나오게 되어 있다. 냉방 장치는 집중식을 각 차량 지붕 상부에 1기씩 설치되어 있다. 화장실은 당초 설치되어 있지 않았지만 2003년에 휠체어도 들어갈 수 있는 대형 화징실이 편성 중 1량(쿠하 303형)에 설치되었다.

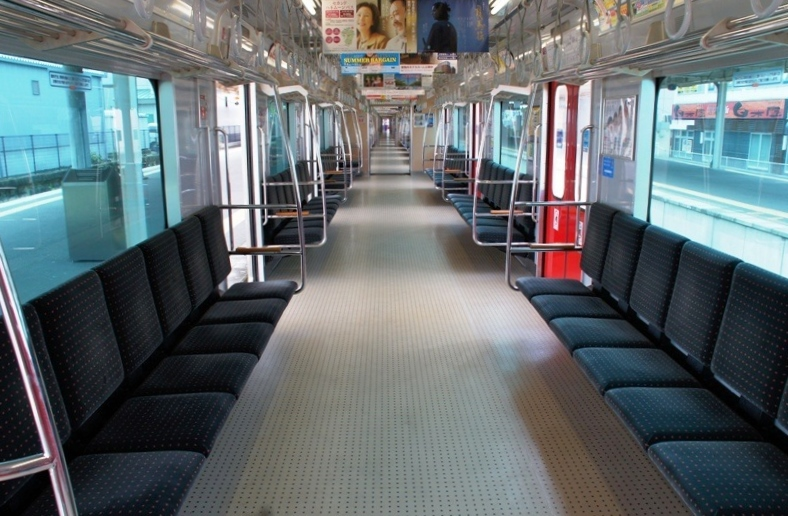
실내
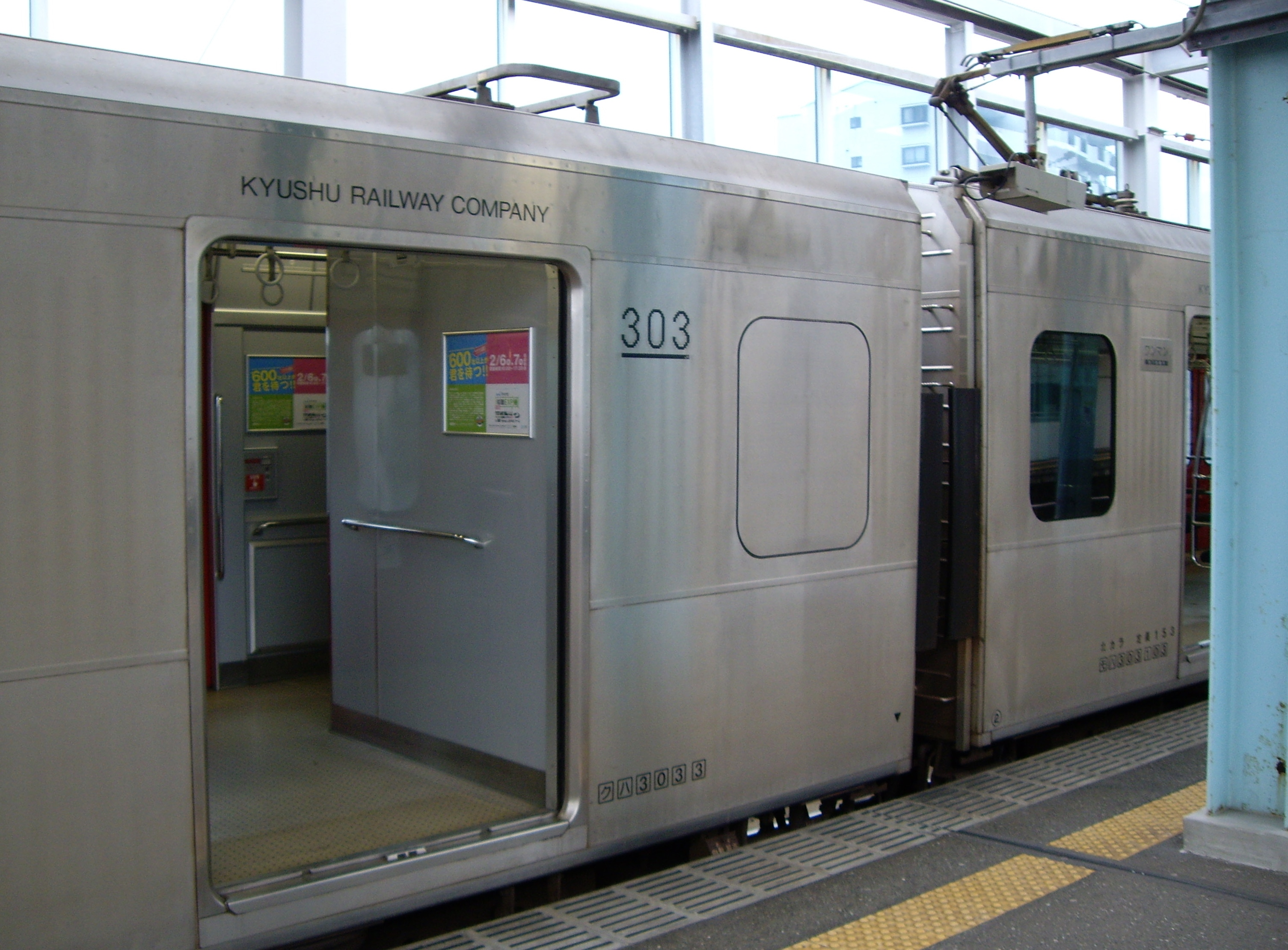
화장실 설치 개소 (2008년 1월 28일/가라쓰)
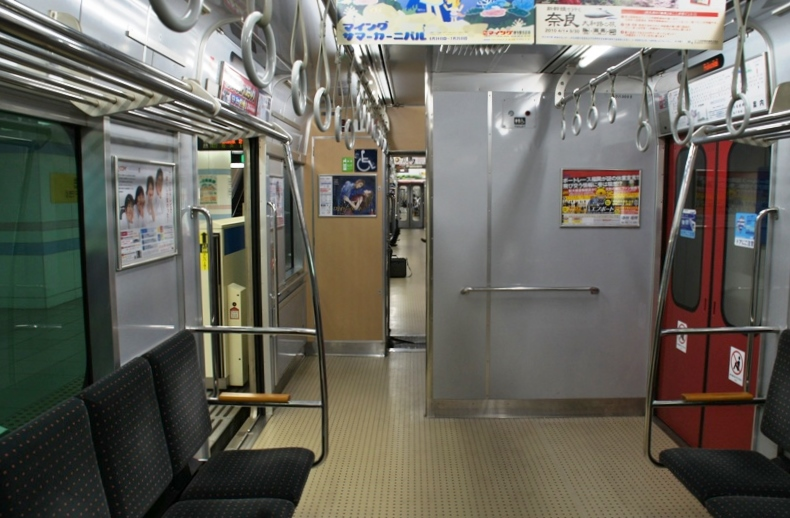
화장실 설치 개소 내측

### 편성
니시카라쓰 측부터 쿠하 303형 - 모하 303형(100번대) - 모하 302(0번대) - 모하 303형(0번대) - 모하 302형(100번대) - 쿠하 302형의 6량 고정 편성이 되고 있다. 100번대의 전동차에는 팬터그래프가 설치되어 있다.
| 편성 번호 | ←니시카라쓰후쿠오카 공항→ | ←니시카라쓰후쿠오카 공항→ | ←니시카라쓰후쿠오카 공항→ | ←니시카라쓰후쿠오카 공항→ | ←니시카라쓰후쿠오카 공항→ | ←니시카라쓰후쿠오카 공항→ |
| 편성 번호 | 형식·차량 번호            |                           |                           |                           |                           |                           |
| 편성 번호 | 쿠하 303                  | 모하 303 100번대          | 모하 302 0번대            | 모하 303 0번대            | 모하 302 100번대          | 쿠하 302                  |
| K01       | 1                         | 101                       | 1                         | 1                         | 101                       | 1                         |
| K02       | 2                         | 102                       | 2                         | 2                         | 102                       | 2                         |
| K03       | 3                         | 103                       | 3                         | 3                         | 103                       | 3                         |

- 전차량 가라쓰 운수센터에 소속되어 있다.

## 운용
현재 103계 1500번대와 함께 전차량이 가라쓰 철도 사업부 가라쓰 운수 센터에 배치되어 있다. 지쿠젠후카의 서쪽 방향 운용은 주로 아침저녁 러시아워 시간대에 한정되어 있어 낮에는 주로 후쿠오카 공항 - 지쿠젠마에바루·지쿠젠후카에 간의 열차로 많이 사용되고 있다. 또한 K03편성이 증비되기 전에는 아침 러시아워 시간에 가라쓰를 떠난 후, 후쿠오카 공항 발 니시가라쓰 행이 마지막으로 돌아와 가라쓰에 모두 돌아오는 운용이 있었다.
낮에 후쿠오카 공항 - 가라쓰・니시카라쓰 역 간을 직통하는 열차의 일부는 지쿠젠마에바루 역으로 증해결을 시행하는 데 103계 1500번대가 사용되고 있다.
또한 3편성 모두 상시 사용하고 있어 예비차가 없기 때문에 검사 등으로 인해 1편성이 운용에서 빠졌을 경우 103계 1500번대에 의한 대체 운행이 실시된다. 지하철 공항선까지 연장 운행하는 횟수가 적은 운용이 대체 운행되는 것이 많다.
덧붙여 토, 일·휴일 운행의 쾌속에는 103계 1500번대 6량 고정 편성 또는 3량 편성을 2개 연결한 편성이 사용되고 있어 본 계열이 사용되지 않는다. 본 계열은 평일 일부의 상행 쾌속에만 사용되고 있다.
K02편성은 '지쿠히 선 SUGOCA 데뷔'의 랩핑을 하고 운행한 바 있다.
전차량은 바닥 면의 교체를 실시했다.
차량의 전반 검사·주요부 검사는 후쿠오카 시 교통국의 메이노하마 차량기지에서 실시된다.

## 같이 보기
- 후쿠오카 시 교통국 1000계 전동차
- 후쿠오카 시 교통국 2000계 전동차